# Rosa von Milde
Rosa von Milde (nata Rosa, o Rosalie, Agthe; 25 giugno 1827 – Weimar, 25 gennaio 1906) è stata un soprano tedesca.

## Biografia
Moglie del baritono Hans Feodor von Milde, fece il proprio debutto nel ruolo di Amina ne La sonnambula di Vincenzo Bellini (Weimar, 9 giugno 1845).
Il 28 agosto 1850 si esibì nel ruolo di Elsa alla prima assoluta del Lohengrin di Richard Wagner diretta da Franz Liszt con Hans Feodor von Milde allo Hoftheater di Weimar.
Ancora a Weimar diretta da Liszt con Feodor von Milde nel 1852 è Teresa in Benvenuto Cellini, nel 1854 Estrella nella prima assoluta di Alfonso ed Estrella e nel 1858 Margiana nella prima assoluta di Der Barbier von Bagdad di Peter Cornelius.
Nel 1863 a Weimar con Feodor von Milde è Beatrix in Béatrice et Bénédict e nel 1865 Gräfin Chimene nella prima assoluta di Der Cid di Cornelius.
Dal matrimonio con Feodor von Milde nascono a Weimar nel 1855 il baritono Franz von Milde e nel 1859 il basso-baritono Rudolf von Milde.

## Repertorio
Legenda = ** Prima interprete assoluta
- Ludwig van Beethoven
  - Fidelio (Leonora)
- Vincenzo Bellini
  - La sonnambula (Amina)
- Hector Berlioz
  - Benvenuto Cellini (Teresa)
  - Béatrice et Bénédict (Béatrice)
- Peter Cornelius
  - Der Barbier von Bagdad (Margiana)**
  - Der Cid (Gräfin Chimene)**
- Gaetano Donizetti
  - Lucia di Lammermoor (Lucia Ashton)
- Friedrich von Flotow
  - Martha (Lady Harriet Dunham)
- Christoph Willibald Gluck
  - Iphigénie en Aulide (Iphigénie)
  - Iphigénie en Tauride (Iphigénie)
- Wolfgang Amadeus Mozart
  - Die Zauberflöte (Pamina)
- Franz Schubert
  - Alfonso und Estrella (Estrella)**
- Richard Wagner
  - Der fliegende Holländer (Senta)
  - Tannhäuser (Elisabeth)
  - Lohengrin (Elsa von Brabant)**